# Johnstown (comté de Kildare)
Johnstown (en irlandais, Baile Eoin) est un village à l'est du comté de Kildare, en Irlande. 

## Géographie
Le village est situé à 2 km au nord de Naas, juste à côté de la route N7, sortie 8, à approximativement 25 km du centre de Dublin. C'est un lieu de résidence pour les travailleurs de ces deux agglomérations (Dublin et Naas). La plupart des logements ont été construits après 1990.[réf. nécessaire]
Le village est issu d'une colonie planifiée.
La rue principale faisait partie de l'ancienne route allant du sud-ouest de Dublin vers Cork et Limerick. Le village était encore un simple hameau en 1970. 
Le Johnstown Inn était un relais de coches, arrêt très fréquenté jusqu'au XIXe siècle. Pas très loin, la malle-poste de Cork fut arrêtée et incendiée au début de la rébellion de 1798. Le bureau de poste a fermé dans les années 1920.
Le village possède encore les restes de l'église médiévale Saint-Jean, devenue une ruine après 1500, sous la saisie des biens de l'église par les Tudor. L'église était un satellite du Prieuré St. John (Ordre des Hospitaliers) de Kilmainham, à Dublin. L'église est célèbre pour la tombe du Richard Bourke, 6e comte de Mayo, le vice-roi, tué en Inde en 1872.
La route principale a finalement contourné Johnstown en 1964 lorsque la route à deux voies de Naas a été terminée. Elle a été élargie pour devenir la route N7 à 6 voies de Dublin à Johnstown, après quoi elle se réduit à l'autoroute M7 à 4 voies qui va vers Limerick.